# Świadek (film 1969)
Świadek (węg. A tanú) – węgierski film fabularny z 1969 roku w reżyserii Pétera Bacsó.

## Fabuła
Klasyczna komedia węgierska, opisująca w krzywym zwierciadle życie społeczne w czasach komunizmu. Bohaterem filmu jest strażnik śluzy na Dunaju József Pelikán, który cierpi z powodu biedy i niskopłatnej pracy. Jego życie ulega radykalnej zmianie, kiedy spotyka dawnego kolegę z partyzantki Zoltána Dániela, który pracuje w administracji centralnej. Kiedy Dániel wpada do Dunaju, Pelikan ratuje mu życie i zaprasza do domu. Wkrótce potem Pelikan trafia do więzienia za nielegalny ubój świń. Z więzienia wydostaje go decyzja tajemniczego towarzysza Virága, którego protekcja pozwala Pelikanowi objąć stanowisko dyrektora basenu kąpielowego. Stamtąd zostanie przeniesiony do zespołu realizującego projekt wyhodowania pierwszej węgierskiej pomarańczy. Kiedy Virag pada ofiarą czystki, jego los dzieli także Pelikán.

## Losy filmu
Film przyjęty krytycznie przez węgierskie władze aż do 1981 nie był wyświetlany. W 1981 został zaprezentowany na Międzynarodowym Festiwalu Filmowym w Cannes. W 1994 nakręcono sequel filmu pt. Megint tanú (Znowu świadek).

## Obsada
- Ferenc Kállai jako József Pelikán
- Lajos Őze jako Árpád Virág
- Béla Both jako towarzysz Bástya
- Zoltán Fábri jako Zoltán Dániel
- Lili Monori jako Gizi
- Károly Bicskey jako Elemér Gulyás
- György Kézdi – jako Virág
- József Horváth jako kolejarz
- Róbert Rátonyi jako aktor
- Mária Rákosi jako sekretarka w ministerstwie